# Shaanxi Coal and Chemical Industry Group
Shaanxi Coal and Chemical Industry Group Company Limited или SCCIG («Угольно-химическая промышленная группа Шэньси») — китайская государственная компания, специализирующаяся на добыче и переработке угля, химической промышленности. Штаб-квартира расположена в городе Сиань. Входит в число крупнейших компаний Китая и мира.

## История
Shaanxi Coal and Chemical Industry Group была основана в Сиане в 2004 году в результате реорганизации десяти угольных предприятий провинции Шэньси. В 2007 году выручка Shaanxi Coal and Chemical Industry Group превысила 15 млрд юаней; в декабре 2008 года группа основала дочернюю компанию Shaanxi Coal Industry, которая в январе 2014 года вышла на Шанхайскую фондовую биржу. В 2024 году Shaanxi Coal Industry заняла 497-е место в рейтинге Forbes Global 2000.

## Деятельность
Shaanxi Coal and Chemical Industry Group входит в пятёрку крупнейших угольных и углехимических компаний Китая. Предприятия группы добывают, обогащают и перевозят уголь, производят химическую продукцию (в том числе каменноугольный кокс и поливинилхлорид), электроэнергию, тепло, сталь, цемент и промышленное оборудование, а также занимаются строительством, логистикой, финансовыми услугами и научными исследованиями. Помимо КНР, Shaanxi Coal and Chemical Industry Group имеет интересы в Австралии (добыча угля) и Аргентине (производство удобрений).   
Крупнейшим активом группы является Shaanxi Coal Industry Company Limited (Сиань), акции которой котируются на Шанхайской фондовой бирже. По состоянию на 2023 год в Shaanxi Coal Industry работало 43,36 тыс. сотрудников, продажи компании составили 170,87 млрд юаней, операционная прибыль — 55,29 млрд юаней, чистая прибыль — 21,24 млрд юаней, общие активы — 193,9 млрд юаней. Дочерняя Shaanxi Coal and Chemical Industry Construction Group занимается строительством.